# Vitstrupig stjärtmes
Vitstrupig stjärtmes (Aegithalos niveogularis) är en liten asiatisk fågel i familjen stjärtmesar inom ordningen tättingar.

## Utseende och levnadssätt
Vitstrupig stjärtmes är en liten och långstjärtad fågel, endast elva centimeter lång inklusive den långa stjärten. Ovansidan är blågrå, undersidan kanelfärgad med mörkare bröstband och runt ögat syns en diffus svartaktig ögonmask. Panna och strupe är vitaktiga, medan irisen är brun. Ungfågeln är mer sotfärgad på strupen, bröstbandet är tydligare och undersidan i övrigt blekare än hos den adulta fågeln. Arten trivs i buskområden i skog och högbelägna buskmarker.

## Utbredning och systematik
Arten är endemisk för indiska subkontinenten och häckar i västra Himalaya i norra Pakistan, norra Indien och norra Nepal. Den återfinns i subtropiska eller tropiska fuktiga bergsskogar på mellan 2400 och 3600 meters höjd. Den är en stannfågel men vissa populationer gör höjdförflyttningar under vintertid och kan då återfinnas ned till 1800 meters höjd över havet.
Taxonomin för de arter inom släktet Aegithalos som lever i Himalaya är inte utredd och olika taxonomiska källor behandlar dem olika. Ibland slås alla taxonen samman till en art medan andra delar upp dem i tre eller fler arter. Vitkindad stjärtmes har tidigare ibland behandlats som en underart till svartbrynad stjärtmes (Aegithalos iouschistos) men de båda taxonen lever sympatriskt i Kali Gandaki-dalen i Nepal utan några tecken på hybridisering.

## Status och hot
Arten har ett stort utbredningsområde, men tros minska i antal, dock inte tillräckligt kraftigt för att den ska betraktas som hotad. Internationella naturvårdsunionen IUCN listar arten som livskraftig (LC).  Världspopulationen har inte uppskattats men den beskrivs som ovanlig till lokalt vanlig i Indien men sällsynt och lokalt förekommande i Nepal och Pakistan.